# Бенсейлем Тауншип (Пенсільванія)
Бенсейлем Тауншип (англ. Bensalem Township) — селище (англ. township) в США, в окрузі Бакс штату Пенсільванія. Населення — 62 707 осіб (2020).

### Клімат
| Клімат : Бенсейлем Тауншип | Клімат : Бенсейлем Тауншип | Клімат : Бенсейлем Тауншип | Клімат : Бенсейлем Тауншип | Клімат : Бенсейлем Тауншип | Клімат : Бенсейлем Тауншип | Клімат : Бенсейлем Тауншип | Клімат : Бенсейлем Тауншип | Клімат : Бенсейлем Тауншип | Клімат : Бенсейлем Тауншип | Клімат : Бенсейлем Тауншип | Клімат : Бенсейлем Тауншип | Клімат : Бенсейлем Тауншип | Клімат : Бенсейлем Тауншип |
| Показник                   | Січ.                       | Лют.                       | Бер.                       | Квіт.                      | Трав.                      | Черв.                      | Лип.                       | Серп.                      | Вер.                       | Жовт.                      | Лист.                      | Груд.                      | Рік                        |
| Абсолютний максимум, °C    | 22,1                       | 25,7                       | 30,8                       | 34,7                       | 35,4                       | 36,1                       | 39,4                       | 38,2                       | 37,1                       | 31,6                       | 27,6                       | 24,6                       | 39,4                       |
| Середній максимум, °C      | 4,8                        | 6,6                        | 11,1                       | 17,6                       | 22,8                       | 27,9                       | 30,2                       | 29,4                       | 25,6                       | 19,4                       | 13,4                       | 7,2                        | 18,1                       |
| Середня температура, °C    | 0,3                        | 1,7                        | 5,7                        | 11,6                       | 16,8                       | 22,1                       | 24,7                       | 23,9                       | 19,9                       | 13,6                       | 8,2                        | 2,8                        | 12,7                       |
| Середній мінімум, °C       | −4,2                       | −3,2                       | 0,4                        | 5,7                        | 10,8                       | 16,3                       | 19,1                       | 18,3                       | 14,3                       | 7,8                        | 3,1                        | −1,6                       | 7,3                        |
| Абсолютний мінімум, °C     | −22,7                      | −18,8                      | −15,2                      | −7,7                       | 1,0                        | 6,1                        | 9,5                        | 6,6                        | 2,9                        | −3,3                       | −10,2                      | −17,5                      | −22,7                      |
| Норма опадів, мм           | 90                         | 69                         | 107                        | 99                         | 108                        | 108                        | 128                        | 110                        | 106                        | 95                         | 89                         | 100                        | 1211                       |
| Вологість повітря, %       | 65.2                       | 61.8                       | 57.8                       | 57.3                       | 62.0                       | 65.2                       | 66.2                       | 67.9                       | 68.9                       | 68.1                       | 66.4                       | 67.1                       | 64.5                       |
| -------------------------- | -------------------------- | -------------------------- | -------------------------- | -------------------------- | -------------------------- | -------------------------- | -------------------------- | -------------------------- | -------------------------- | -------------------------- | -------------------------- | -------------------------- | -------------------------- |
| Джерело: PRISM             |                            |                            |                            |                            |                            |                            |                            |                            |                            |                            |                            |                            |                            |

## Демографія
Згідно з переписом 2010 року, у селищі мешкало 60 427 осіб у 23 599 домогосподарствах у складі 15 784 родин. Було 25246 помешкань
Расовий склад населення:
| - 75,6 % — білих - 10,2 % — азіатів - 7,3 % — чорних або афроамериканців - 0,5 % — корінних американців - 3,7 % — осіб інших рас |

До двох чи більше рас належало 2,6 %. Частка іспаномовних становила 8,4 % від усіх жителів.
За віковим діапазоном населення розподілялося таким чином: 20,5 % — особи молодші 18 років, 65,9 % — особи у віці 18—64 років, 13,6 % — особи у віці 65 років та старші. Медіана віку мешканця становила 39,6 року. На 100 осіб жіночої статі у селищі припадало 97,9 чоловіків;  на 100 жінок у віці від 18 років та старших — 95,7 чоловіків також старших 18 років.
Середній дохід на одне домашнє господарство  становив 76 169 доларів США (медіана — 60 147), а середній дохід на одну сім'ю — 87 668 доларів (медіана — 73 745). Медіана доходів становила 53 183 долари для чоловіків та 44 102 долари для жінок. За межею бідності перебувало 8,4 % осіб, у тому числі 11,0 % дітей у віці до 18 років та 7,0 % осіб у віці 65 років та старших.
Цивільне працевлаштоване населення становило 31 392 особи. Основні галузі зайнятості: освіта, охорона здоров'я та соціальна допомога — 22,7 %, роздрібна торгівля — 13,8 %, науковці, спеціалісти, менеджери — 12,1 %, виробництво — 11,7 %.